# Mairie de Mons
Mairie de Mons – stacja metra w Lille, położona na linii 2. Znajduje się w miejscowości Mons-en-Barœul. Obsługuje merostwo Mons-en-Barœul.
Została oficjalnie otwarta 18 marca 1995. 